# Knockout
Pour les articles homonymes, voir KO et Knock-out (génétique).
Cet article concerne les sports de combat. Pour une perte de connaissance consécutive à un choc, voir commotion cérébrale.

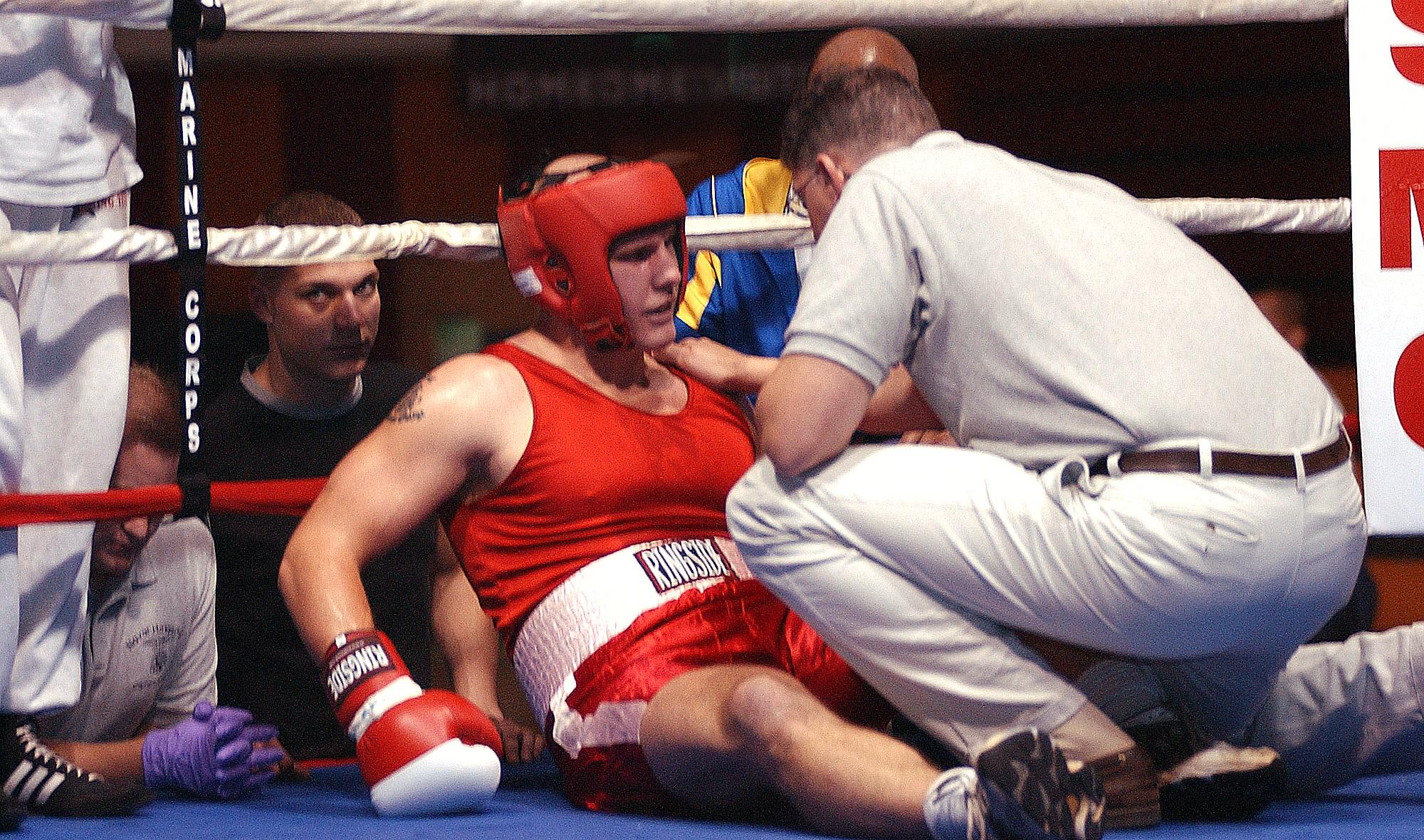
Un boxeur à terre est compté par l'arbitre.

Le knockout (KO, de l'anglais to knock out, « faire sortir en frappant »), dans les sports de combat, est la mise hors de combat d'un combattant à la suite d'un coup porté par son adversaire et lui faisant perdre temporairement ses capacités (la personne est dite « sonnée »). Cela peut être une perte de conscience temporaire, mais peut simplement découler de la douleur et de la fatigue.
Le combat est alors arrêté par l'arbitre car la personne se retrouve dans un état où elle est incapable de reprendre le combat et est complètement incapable de se défendre.
En boxe anglaise par exemple, le KO est prononcé par l'arbitre lorsqu'un des boxeurs reste à terre après un coup adverse plus de 10 secondes. C'est une des conditions de victoire possible, on parle alors de « victoire par KO ».

Le KO technique ou TKO (pour « technical knockout ») est décidé par l'arbitre quand un des adversaires est blessé et est incapable de continuer le combat ou quand il décide d'abandonner le combat pour une raison quelconque. Dans certaines fédérations, le KO technique est également prononcé quand un des adversaires est envoyé au tapis trois fois dans la même reprise.
Le knockdown est le terme utilisé lorsqu'un pratiquant est mis à terre par un coup mais se relève dans les 10 secondes (dans les règles de la boxe ou des boxes pieds-poings par exemple).

## Réglementation et KO
Un KO est un événement grave sur le plan de la santé du combattant et ne doit pas être pris à la légère.
Ainsi, les règlements imposent une présence médicale au bord du ring pour intervenir rapidement en cas de KO et ils imposent des délais avant que la victime d'un KO ne puisse combattre à nouveau. Un boxeur doit par exemple respecter un repos de 28 jours après un KO. Deux KO en moins de trois mois conduisent à 90 jours de repos, et une année entière en cas de troisième KO. Ce repos permet au cerveau de se remettre de la commotion qu'il a reçue. Un pratiquant qui remonterait sur le ring prématurément mettrait sa vie en danger en cas de nouveau traumatisme cérébral.
Ce délai explique notamment la remise de deux médailles de bronze (aux perdants des deux demi-finales) aux Jeux olympiques. En effet, si les demi-finales se terminent par un KO, il est impensable de faire combattre à nouveau les boxeurs. 
Les fédérations des différents sports de combat ont également instauré des limites d'âge pour l'accès à la compétition sans casque et avec KO.
La présentation d'un certificat médical de non-contre-indication est également obligatoire.

## Les différents types de KO
D'un point de vue médical, il existe plusieurs types de KO : le KO cérébral – le plus fréquent –, le KO vasculaire, le KO neurovégétatif, le KO musculaire, le KO à la suite d'un coup au foie ou au plexus solaire, le KO par épuisement.

### KO cérébral
Il s'agit d'un choc sur la tête.

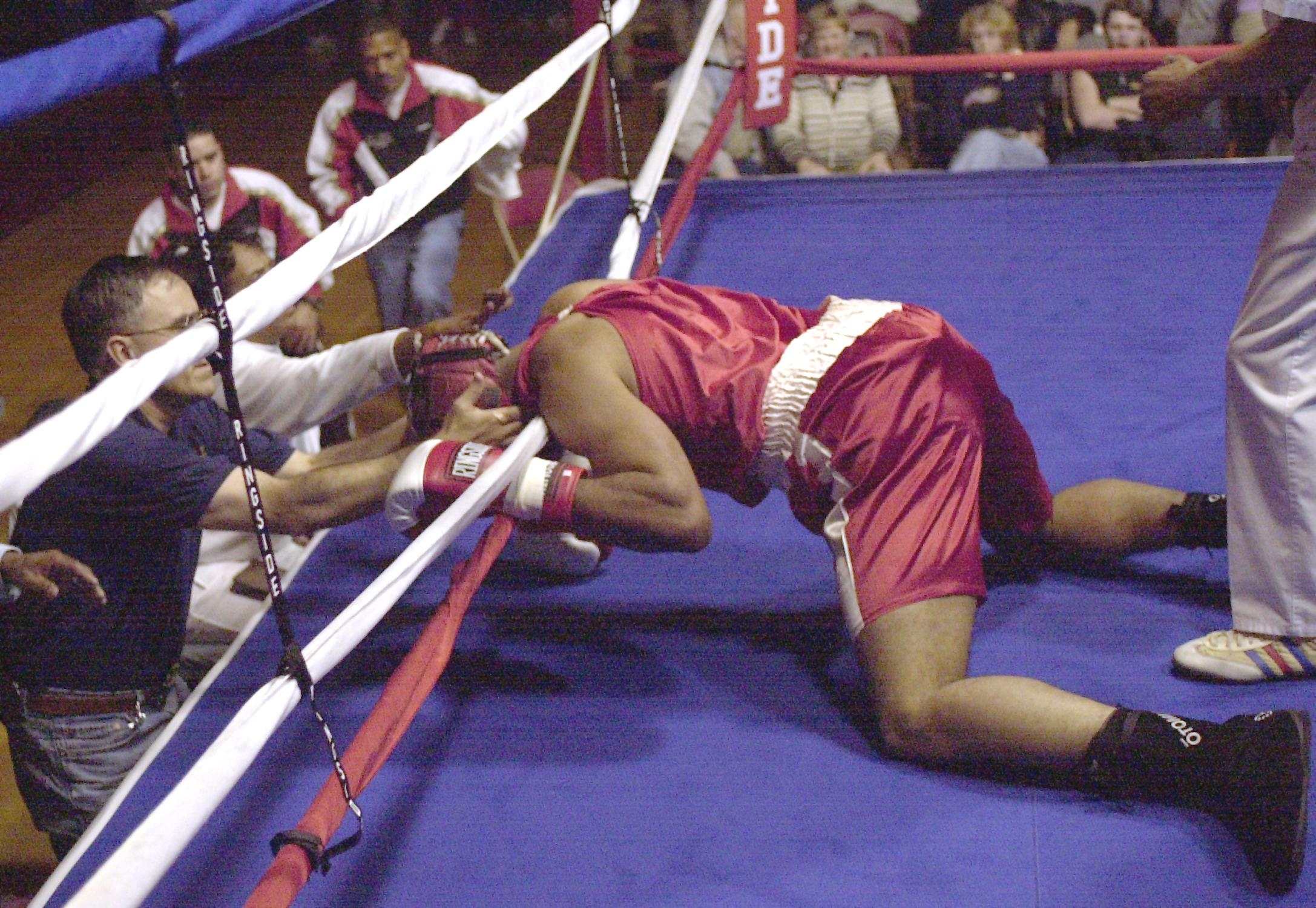
Un boxeur tombe inconscient dans les cordes.

La plupart des KO proviennent d'un coup à la tête, à la mâchoire ou aux tempes, et résultent d'un traumatisme crânien. 
Sur le plan biomécanique, ce choc, plus ou moins violent, entraîne un brusque mouvement de la tête. Ce mouvement est particulièrement important dans un choc au menton qui entraîne une vive rotation cervicale et un important mouvement du reste de la tête. 
Ce déplacement de la tête entraîne un déplacement du cerveau à l'intérieur de la boîte crânienne (le cerveau flotte à l'intérieur). Le cerveau peut alors heurter, plus ou moins violemment, la table interne de la voûte crânienne. Il se produit alors un « cisaillement » d'une région du tronc cérébral dénommée le noyau réticulaire. C'est une région constituée de substance grise que l'on retrouve au niveau du pont, de la moelle allongée et du mésencéphale. En temps normal, cette dernière intervient dans l'éveil du cerveau.  
On retrouve les mêmes effets dans un engin aérospatial (fusée, avion de chasse) lors d'une accélération brutale, souvent au décollage, où une personne non entraînée peut faire un malaise.
Ce choc peut donc entraîner une commotion cérébrale, avec perte de la lucidité, trouble de l'équilibre, de l'audition, de la vue, voire une perte de connaissance plus ou moins importante (de la simple absence jusqu'au coma si le choc entraîne une lésion).
Ces traumatismes peuvent n'entraîner aucune conséquence aiguë mais peuvent laisser des séquelles neurologiques à long terme, surtout s'ils sont répétés. Certains pensent que la forme précoce de la maladie de Parkinson dont était atteint le boxeur Mohamed Ali serait due aux coups qu'il aurait reçus pendant sa carrière.

### KO vasculaire
Il s'agit d'un choc au niveau d'une artère.
- Le choc porte sur une artère (telle la carotide), de ce fait le sang n'irrigue plus (ou beaucoup moins) le cerveau. Ceci peut provoquer une perte de conscience ou une paralysie partielle.
- Le choc décolle une plaque issue d'un athérome, celle-ci va être entraînée par le sang et finir par provoquer un accident vasculaire cérébral.

### KO neurovégétatif
Il s'agit d'un choc frappant le système nerveux. Le choc provoque un impact sur les nerfs et le système nerveux, ce dernier n'ayant pas l'habitude d'être autant stimulé et aussi rapidement provoque un « court-circuitage » (malaise vagal) et c'est le KO. Il est moins douloureux qu'un KO cérébral, mais affecte autant le boxeur.
Exemple : un mae geri porté au niveau du plexus cœliaque.

### KO musculaire
Les coups portés provoquent une paralysie musculaire.
Exemple : un coup porté au niveau de la cuisse, ou au niveau du triceps.

## Conséquences
Chez plus d'un tiers des personnes, les KO provoquent quelque temps après des troubles de la concentration, de la mémoire ou des migraines. Les KO n'ont pas uniquement lieu lors des sports de combat et peuvent arriver lors d'une chute ou d'un choc crânien lors des activités du quotidien.